# Edward Bonifacy Pawłowicz

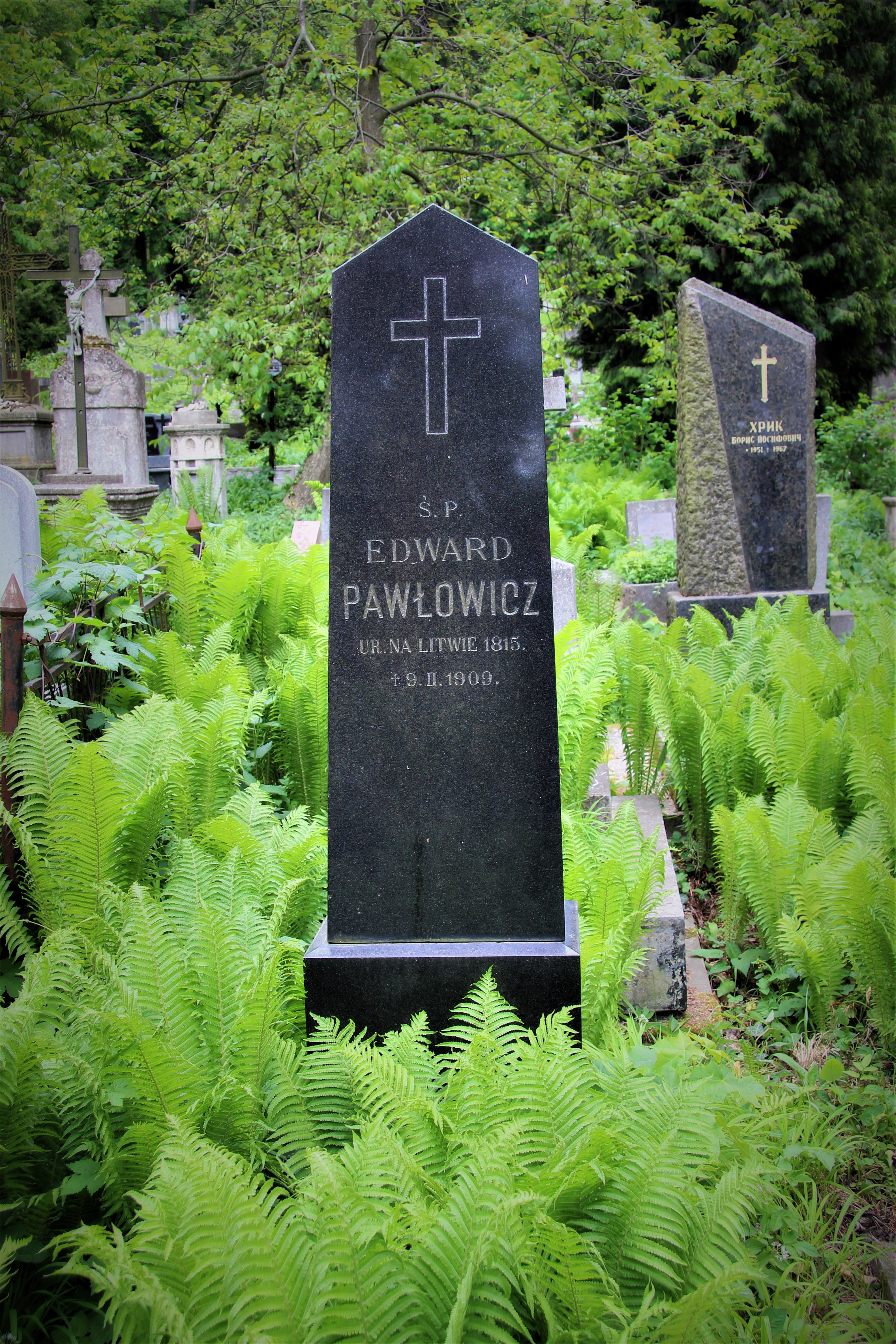

Edward Bonifacy Pawłowicz herbu Jasieńczyk (ur. 7 czerwca 1825 w Turgielach lub w Wilkiszkach, zm. 10 lutego 1909 we Lwowie) – polski malarz, powstaniec styczniowy, konserwator, działacz społeczny. 

## Życiorys
Na Litwie ukończył szkołę średnią, po czym kształcił się w Akademii duchownej i medycznej w Wilnie. Od 1849 do 1853  studiował w Akademii Sztuk Pięknych w Petersburgu, gdzie otrzymał tytuł artysty. Następnie kontynuował studia we Floriencji, Rzymie, Paryżu. Od 1859 wykładał w nowogródzkim gimnazjum. Założył tam także szkółkę niedzielną dla biedoty oraz teatr amatorski. Brał udział w powstaniu styczniowym, za co został zesłany w głąb Rosji. Przeżył cztery lata na zesłaniu w guberni ołonieckiej. Z uwagi na trudne warunki dla zdrowia otrzymał zezwolenie na przeniesienie do Jekaterynosławia, gdzie został objęty „amnestią wierzbołowską”. Powrócił z zesłania w 1867, krótko osiedlił się w Nowogródku. W Warszawie przez dwa lata wraz z Juliuszem Kossakiem kierował szkołą malarską dla kobiet, założoną przez M. Łubieńską. Malował głównie portrety, pejzaże. Z uwagi na osłabienie wzroku zrezygnował z malarstwa i objął posadę konserwatora Muzeum im. Lubomirskich w Zakładzie Narodowym im. Ossolińskich. Przepracował tam 34 lata do 1904. Pisał do wielu gazet, w tym do Gazety Lwowskiej (około 1900) i wileńskiego Kuriera Litewskiego (około 1906). Jest autorem pamiętników i pracy teoretycznej z zakresu malarstwa. Napisał też ok. 30 rozpraw. Korespondował m.in. z Elizą Orzeszkową. Na emeryturze mieszkał w Ossolineum.
Został pochowany na Cmentarzu Łyczakowskim we Lwowie.

## Publikacje
- Wspomnienia : Nowogródek, więzienie, wygnanie, Lwów 1887, wersja zdigitalizowana w Internecie,
- Wspomnienia z nad Wilji i Niemna. Studya, podróże, Lwów 1883.